# Nettetal (Naturschutzgebiet)
Koordinaten: 50° 20′ 12,3″ N, 7° 21′ 17,1″ O
Das  Nettetal ist ein Naturschutzgebiet im Landkreis Mayen-Koblenz in Rheinland-Pfalz.
Das Gebiet liegt zwischen der A 48 und der Landesstraße L 98 südwestlich von Ochtendung an der Nette, einem Nebenfluss des Rheins.
Das Naturschutzgebiet hat eine Größe von ca. 705 Hektar und umfasst Gebietsteile der Stadt Mayen und der Verbandsgemeinden Maifeld und Pellenz.
Schutzzweck ist die Sicherung des Landschaftsraumes „Nettetal“
- zur Erhaltung seiner Trockenrasen, Felsformationen, Waldbestände und Feuchtbereiche als Lebensstätten artenreicher Biozönosen aus vielfach seltenen oder bestandsbedrohten Pflanzen- und Tierarten, insbesondere Orchideen, Schmetterlingen und Vögeln;
- aus wissenschaftlichen und landeskundlichen Gründen;
- Wegen der besonderen Eigenart und landschaftlichen Schönheit des Kerbtales.[1]

Das Naturschutzgebiet wurde von der Bezirksregierung Koblenz per Rechtsverordnung vom 10. Januar 1986 ausgewiesen.